# Brian Dietzen

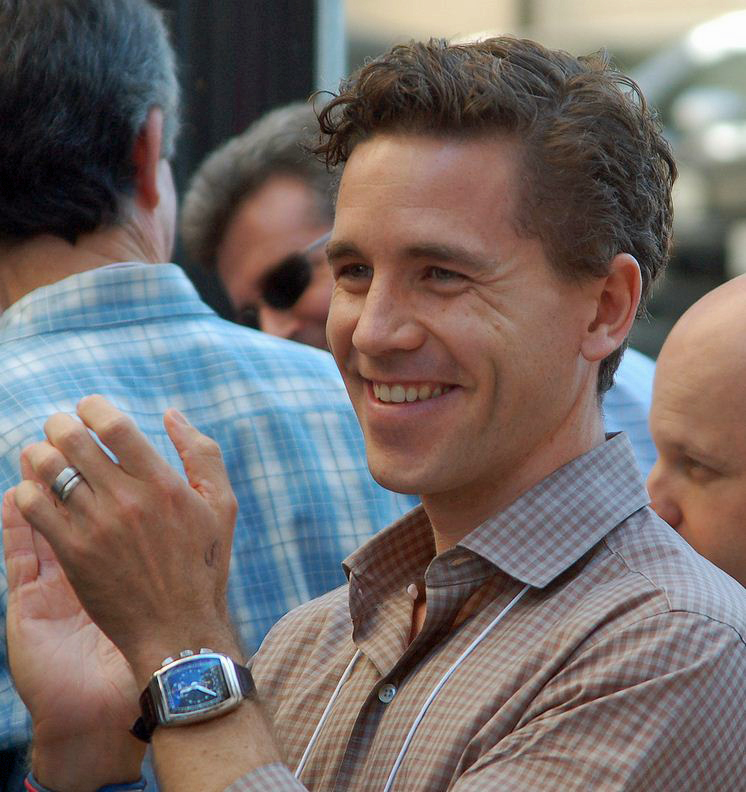
Brian Dietzen im Oktober 2012

Brian Dietzen (* 14. November 1977 in Barrington, Illinois) ist ein US-amerikanischer Schauspieler, Sänger und Tänzer.

## Leben und Karriere
Brian Dietzen wurde in Barrington in Illinois geboren und besuchte die Niwot High School in Niwot, Colorado, wo er in verschiedenen Produktionen auftrat. Danach studierte er an der University of Colorado at Boulder. Sein Hauptfach dort war Schauspiel. Zwei Jahre lang war er Mitglied des „Colorado Shakespeare Festivals“.
Nach seinem Studium zog Dietzen nach Los Angeles um, wo er eine Hauptrolle in der WB-Serie My Guide to Becoming a Rockstar bekam.
Sein Kinodebüt feierte Dietzen in dem Film From Justin to Kelly an der Seite von Kelly Clarkson. Außerdem war er neben Kevin Rankin und Jill Farley ein Mitglied der Sketch Comedy Gruppe „The Norm“.
Seit 2004 hat er eine wiederkehrende Rolle als „Assistant Medical Examiner Jimmy Palmer“ in der erfolgreichen CBS-Serie Navy CIS. Seit der sechsten Staffel gehört er zur Hauptbesetzung.
Er lebt mit seiner Frau, seiner Tochter und seinem Sohn in Los Angeles.

## Filmografie
- 2002: Boston Public (Fernsehserie, Folge 3x02)
- 2002: My Guide to Becoming a Rock Star (Fernsehserie, 5 Folgen)
- 2003: Justin & Kelly: Beachparty der Liebe (From Justin to Kelly)
- 2003: One on One (Fernsehserie, Folge 3x02)
- 2004: Purgatory House
- seit 2004: Navy CIS (NCIS, Fernsehserie)
- 2005: Self-Inflicted
- 2008: Hit Factor (Fernsehfilm)
- 2009: Destined to Fail (Fernsehserie)
- 2009: Nowhere to Hide
- 2010: Past Life (Fernsehserie, Folge 1x03)
- 2011: Seymour Sally Rufus
- 2012: Congratulations
- 2012: Karaoke Man
- 2013: Perception (Fernsehserie, Folge 2x08)
- 2015: One-Minute Time Machine (Kurzfilm)
- 2016: Navy CIS: New Orleans (NCIS: New Orleans, Fernsehserie, Folge 2x12)